# アルヴィエ
アルヴィエ（フランス語: Arvier [aʁvie]）は、イタリア共和国ヴァッレ・ダオスタ州にある、人口約900人の基礎自治体（コムーネ）。

## 地理

### 位置・広がり

#### 隣接コムーネ
隣接するコムーネは以下の通り。
- サン＝ニコラ - 北
- ヴィルヌーヴ - 東
- アントロ - 南東
- レーム＝サン＝ジョルジュ - 南
- ヴァルグリザンシュ - 南西
- ラ・トゥイール - 南西
- アヴィーゼ - 西

## 行政

### 分離集落
アルヴィエには、以下の分離集落（フラツィオーネ）がある。
- Baise-Pierre, Chamençon, Chamin, Chez les Fournier, Chez les Garin, Chez les Moget, Chez les Roset, La Crête, Grand Haury, Leverogne, Mecosse, Petit Haury, Planaval, La Ravoire, Rochefort, Verney

## 出身著名人
- モリス・ガラン （自転車競技選手）